# Cantone di Saint-Georges-lès-Baillargeaux
Il Cantone di Saint-Georges-lès-Baillargeaux era una divisione amministrativa dell'arrondissement di Poitiers.
È stato soppresso a seguito della riforma complessiva dei cantoni del 2014, che è entrata in vigore con le elezioni dipartimentali del 2015.
Comprendeva i comuni di:
- Dissay
- Jaunay-Clan
- Saint-Cyr
- Saint-Georges-lès-Baillargeaux